# 卡爾加索克區

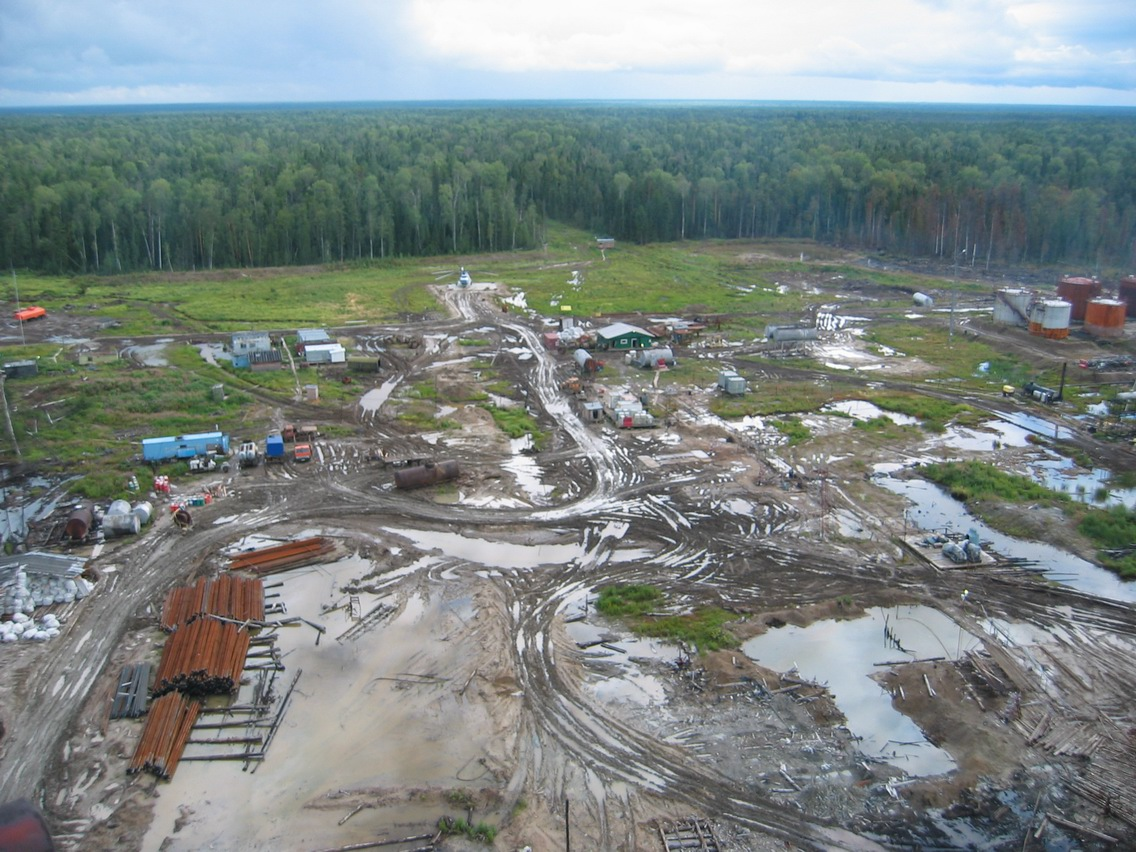

59°03′28″N 80°52′16″E / 59.05778°N 80.87111°E
卡爾加索克區（俄语：Каргасокский район），是俄羅斯的一個區，位於該國中南部，由托木斯克州負責管轄，始建於1959年，面積86,900平方公里，2010年人口21,814，人口密度每平方公里0.25人。